# انریکه بولانیوس
انریکه خوزه بولانیوس گایر (اسپانیایی: Enrique José Bolaños Geyer‎) (زادهٔ ۱۳ مه ۱۹۲۸ – درگذشتهٔ ۱۴ ژوئن ۲۰۲۱) یک سیاستمدار اهل نیکاراگوئه بود. او بین سال‌های ۲۰۰۲ تا ۲۰۰۷ (میلادی) رئیس‌جمهور این کشور بود.

## زندگی شخصی
همسر انریکه بولانیوس، لیلا تی ابونزا در ۲۰۰۸ بر اثر خونریزی مغزی درگذشت.  سه نفر از فرزندان بولانیوس در خاکسپاری‌ مادرشان او را بدرقه کردند.  در اوت ۲۰۲۰، خانواده بولانیوس نگرانی خود نسبت به سلامتی بولانیوس را اعلام کردند.  بولانیوس در ۱۴ ژوئن ۲۰۲۱ در خانه خود در  ماناگوا در سن ۹۳ سالگی درگذشت.  وی در گورستان خانواده در گورستان مونیمبو به خاک سپرده شد.